# Калеш бре Анѓо
Калеш бре Анѓо (макед. Анджа с оливковой кожей) — македонская народная песня, восходящая ко временам существования Османской империи. Исполняется всегда дуэтом мужчины и женщины: мужчина исполняет первые три куплета, женщина — последний, четвёртый.

## Сюжет
Песня написана на старом македонском языке со множеством архаизмов и турецких заимствований. По сюжету, османский турок поёт серенаду, сопровождаемую игрой на танбуре, обращаясь к юной девушке с кожей оливкового цвета по имени Анджа (макед. Анѓа), предлагая ей стать своей женой и обещая богатую жизнь: много золота и жемчуга. В обмен на это он предлагает ей принять ислам и стать «анамой» (от тур. hanim — жена в гареме). Анджа гордо отказывается, не желая предавать свободу, народ и христианскую веру в обмен на турецкие дары. Есть как минимум два варианта этой песни.
В устном народном творчестве Македонии есть история, на основе которой и была основана песня: в Мариово вспыльчивый турок пытался соблазнить христианскую девушку Анджу благодаря своей силе и красоте, но, получив отказ, попытался украсть её и насильно обратить в ислам. Анджа спрыгнула со скалы, предпочтя смерть позору. В 1958 году македонский писатель Стале Попов написал по мотивам этой легенды книгу «Анджа с оливковой кожей» (макед. Калеш Анѓа).

## Исполнения и записи
Песня исполнялась множеством народных певцов Республики Македония и всей СФРЮ. Существуют версии в классическом, джазовом, популярном и рок-вариантах. Известными исполнителями были Даница Обренич, Эсма Реджепова, Горан Брегович, Тоше Проески, Азра, Лаза Ристовки из группы Bijelo Dugme и многие другие. Песня звучала в фильме Эмира Кустурицы «Аризонская мечта» и фильме Ларри Чарльза «Борат», однако в официальном саундтреке к фильму «Борат» её нет.

## Текст
| Македонский текст |  | Русский подстрочный перевод |  |
| Ајде слушај, слушај, калеш бре Анѓо, што тамбура свири. Тамбурата свири, калеш бре Анѓо, анама да бидиш. Анама да бидиш, калеш бре Анѓо, на чардак да седиш. На чардак да седиш, калеш бре Анѓо, жолтици да броиш. Жолтици да броиш, калеш бре Анѓо, бисери да нижиш. Бисери да нижиш, калеш бре Анѓо, на грло да редиш. Ајде, слушај, слушај клето бре Турче, анама не бивам. Анама не бивам, клето бре Турче, турски не разбирам. |  | Эй, слушай, слушай, Анджа с оливковой кожей, Что играет тамбура. Тамбура играет, Анджа с оливковой кожей, Что станешь анамой. Станешь анамой, Анджа с оливковой кожей, Сядешь на крыльцо. Сядешь на крыльцо, Анджа с оливковой кожей, Будешь считать золотые монеты. Будешь считать золотые монеты, Анджа с оливковой кожей, Будешь нанизывать бусины. Будешь нанизывать бусины, Анджа с оливковой кожей, Повесишь ожерелье на шею. Эй, слушай, слушай, проклятый турок, Не буду я анамой. Не буду я анамой, проклятый турок, По-турецки не понимаю. |  |

### Аудио
- В исполнении Виолеты Томовской
- В исполнении Тоше Проеского

### Видео
- В исполнении этно-джаз-группы KUD MEYA, Хорватия на YouTube